# Ahesta Bero
Ahesta Boro (persisch آهسته برو, „geh langsam“) ist ein Hochzeitslied, das weltweit bei afghanischen Hochzeiten gespielt und gesungen wird. Es gehört neben Bada Bada, ila e mobarak bad (Glückwunsch) und Khinna bemaled (Henna auftragen) zu den wichtigen Bestandteilen der sieben Tage andauernden Hochzeitszeremonien. Die Hochzeitsmusikanten singen die Lieder beim eigentlichen Hochzeitsfest nach dem Henna-Lied.
Bevor der Bräutigam seine Braut nach Hause mitnimmt, wird dieses Lied gesungen mit der Bedeutung, dass die Eltern nicht so gerne ihre Tochter loswerden möchten und dass die Braut mit Bedacht in die Ehe schreitet.
Die von Rahim Baksh und Sarban komponierte Musik zum Lied ist sehr bekannt. Bei manchen Hochzeitsfeierlichkeiten, die die Frauen und Verwandten für die musikalische Darbietung sorgen, singen sie das Lied und spielen dabei Tamburin. 